# هوسپ کوسیکیان
هوسپ کاراپتی کوسیکیان (ارمنی: Հովսեփ Կարապետի Կուսիկյան؛  زادهٔ ۱۴ ژوئن ۱۸۹۰ - درگذشته ۲۷ دسامبر ۱۹۶۴) یک زبان‌شناس و لغت‌شناس اهل ارمنستان بود.

## زندگی‌نامه
در ۲۶ ژوئن [سبک قدیمی: ۱۴ ژوئن] ۱۸۹۰ در مسکو به دنیا آمد . وی در آموزشگاه لازاریان، دانشگاه دولتی ایروان و انستیتو زبان فعالیت می‌کرد.  وی به زبان‌های زبان ارمنی، زبان روسی، لاتین و ارمنی کلاسیک تسلط داشت وی همچنین برنده دانشمند شایسته ارمنستان شوروی (۱۹۶۲) شده است. وی در ۲۷ دسامبر ۱۹۶۴ در سن ۷۴ سالگی در مسکو درگذشت.